# Agía Pelagía (ort i Grekland, Attika)
Agía Pelagía är en ort i Grekland.   Den ligger i prefekturen Nomós Piraiós och regionen Attika, i den södra delen av landet, 200 km söder om huvudstaden Aten. Agía Pelagía ligger 21 meter över havet och antalet invånare är 419. Den ligger på ön Kythera.
Terrängen runt Agía Pelagía är huvudsakligen kuperad, men norrut är den platt. Havet är nära Agía Pelagía åt nordost. Runt Agía Pelagía är det glesbefolkat, med 12 invånare per kvadratkilometer. Närmaste större samhälle är Potamós, 3,3 km sydväst om Agía Pelagía. 